# Louis-Alexandre Bélisle
Louis-Alexandre Bélisle (* 7. März 1902 in Saint-Éloi; † 12. September 1985 in Québec) war ein kanadischer Journalist, Unternehmer, Romanist und Lexikograf.

## Leben
Bélisle war Bankkaufmann und Journalist. Von 1939 bis 1949 unterrichtete er Wirtschaftsfranzösisch an der Universität Laval. Bélisle war Gründer einer Druckereischule und Vorsitzender mehrerer Gesellschaften, darunter der Société du parler français au Canada (1953–1962).

Bélisle schuf im frankophonen Kanada einen neuen Wörterbuchtyp. Vor ihm gab es die Wörterbücher aus Frankreich und daneben Sammlungen von Quebecismen. Bélisle integrierte als erster 17 000 (als solche markierte) Quebecismen in ein Wörterbuch des französischen Mutterlands. Dazu wählte er die von Amédée Beaujean erstellte Kurzfassung des Wörterbuchs von Émile Littré, den nahezu 100 Jahre alten Littré-Beaujean. Dass er sogar mit diesem veralteten Wörterbuch Erfolg hatte, zeigte die Dringlichkeit des realisierten Wörterbuchtyps.

Bélisle erhielt 1958 den Prix de la langue française der Académie française. Er war ab 1974 Mitglied der Royal Society of Canada. Die Stadt Québec hat eine Straße nach ihm benannt.

## Werke
- Dictionnaire général de la langue française au Canada, Québec 1957 (1390 Seiten, zuvor in Faszikeln erschienen), 1969, 2. Auflage 1971, 1974; 4. Auflage 1979 u. d. T. Dictionnaire nord-américain de la langue française (1196 Seiten)
- Petit dictionnaire canadien de la langue française, Montréal 1969, 1979 (3000 Kanadianismen)